# كيتيبلية كرمية الأوراق

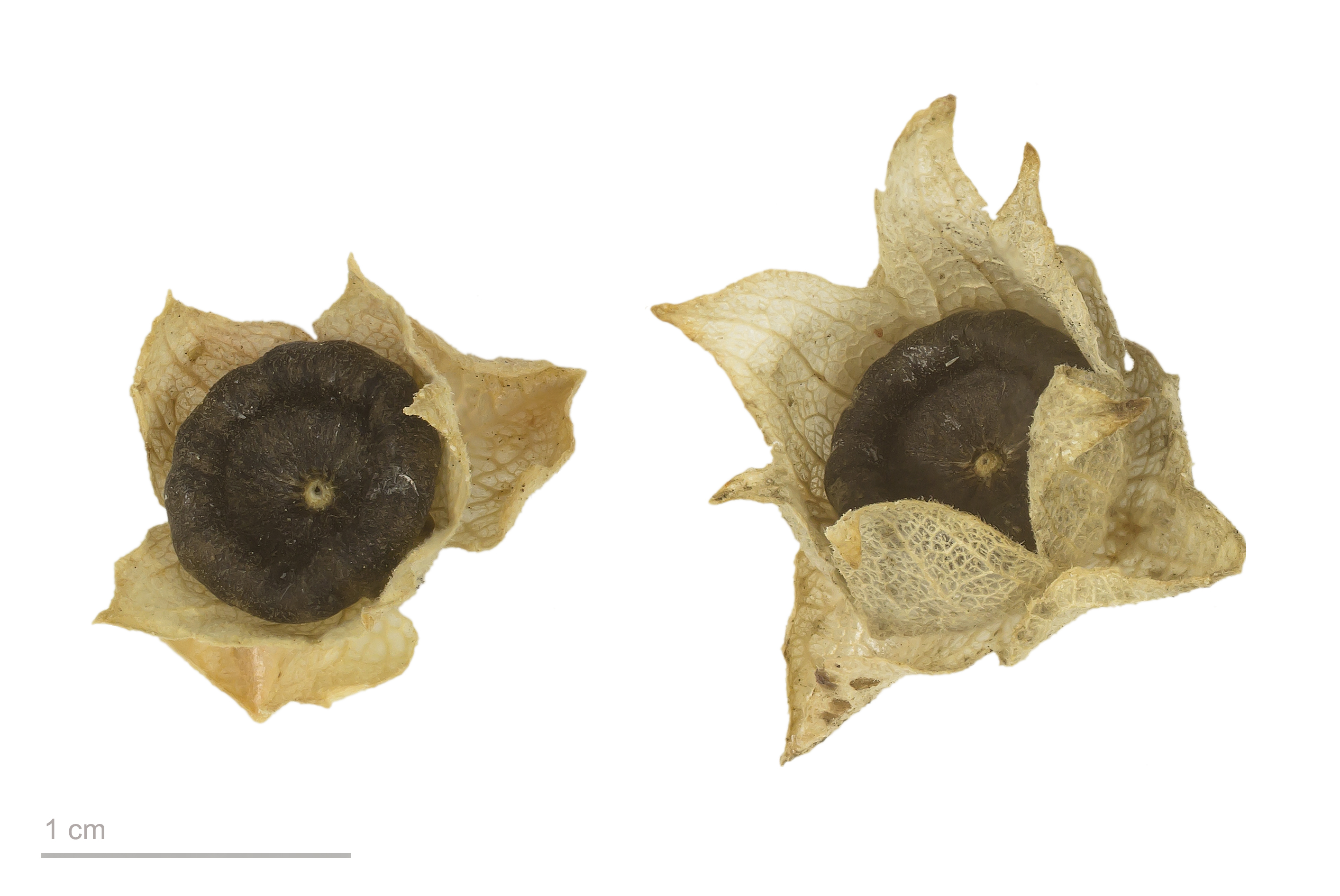
Kitaibela vitifolia

كيتيبلية كرمية الأوراق[بحاجة لمصدر] (الاسم العلمي:Kitaibelia vitifolia) هي نوع من النباتات يتبع جنس الكيتيبلية من الفصيلة الخبازية.